# Iravadia ornata
Iravadia ornata is een slakkensoort uit de familie van de Iravadiidae. De wetenschappelijke naam van de soort is voor het eerst geldig gepubliceerd in 1867 door Blanford.